# Дніпро (електронно-обчислювальна машина)
Цифрова напівпровідникова керуюча машина широкого призначення Дніпро була створена 1961 року в Обчислювальному центрі АН УРСР (з 1962 року — Інститут кібернетики АН УРСР). Перша в Радянському Союзі ЕОМ, що серійно випускалася з 1961 по 1971 рік. Призначена для контролю та керування безперервними технологічними процесами і складними фізичними експериментами, а також для вивчення процесів в період їх алгоритмізації.
Ще до запуску ЕОМ «Дніпро» в експлуатацію для цього комп'ютера було розроблено транслятор з Адресної мови програмування та інше програмне забезпечення. На ЕОМ «Київ» було реалізовано емуляцію комп'ютера «Дніпро». Унікальне технічне рішення дозволило розробляти програмне забезпечення одночасно з розробкою самого комп'ютера.
Пристрої введення/виведення даних, які були винайдені для ЕОМ «Київ» були вдосконалені для комп'ютера «Дніпро».

## Характеристики машини

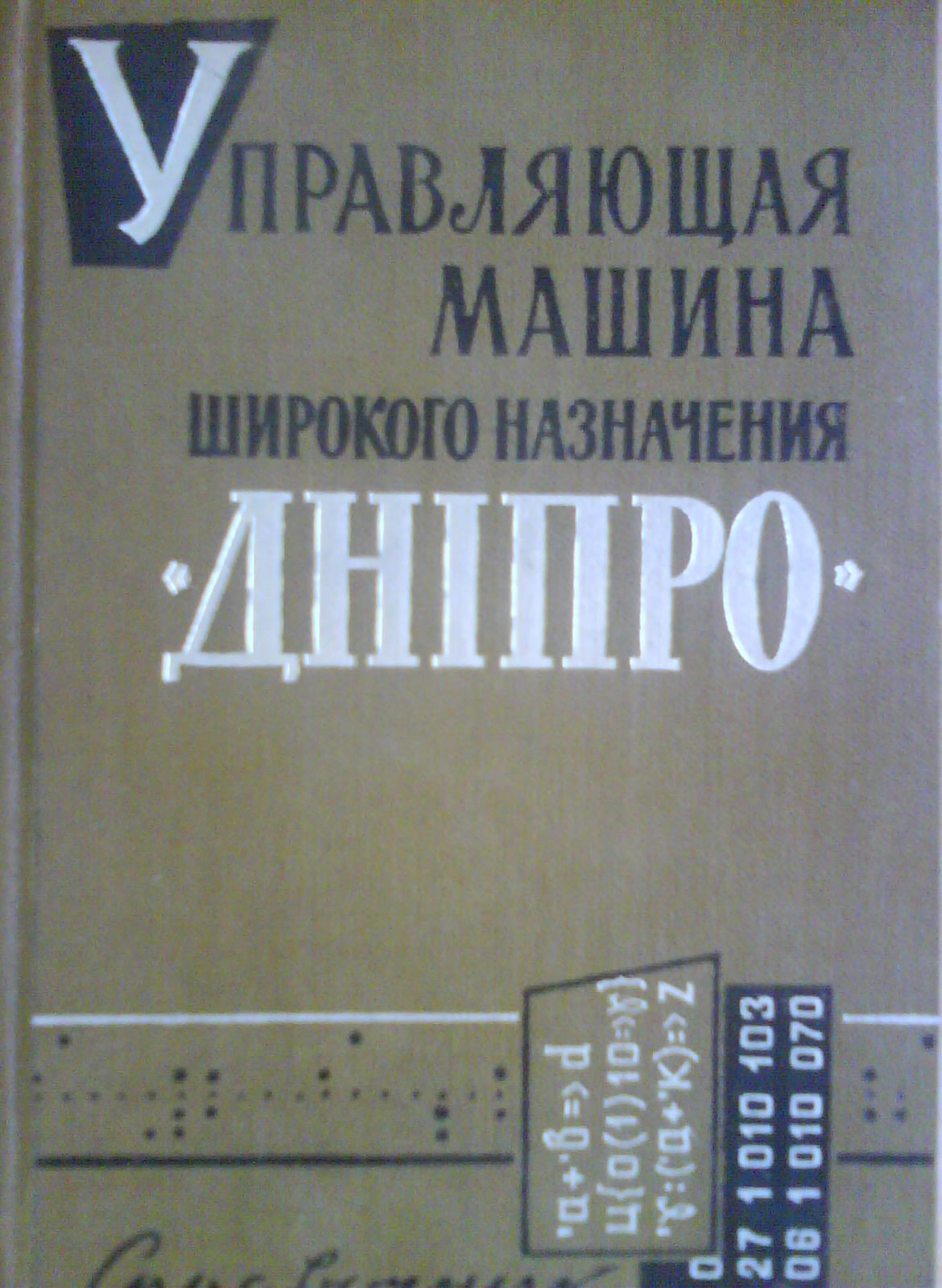

- Структура команд: двохадресна[що це?]
- Система числення: двійкова
- Спосіб представлення чисел: з комою, фіксованою перед старшим розрядом
- Розрядність: 26 двійкових розрядів, з яких один старший — знаковий
- Швидкодія: при керуванні (ввімкнути — вимкнути) — 50000 операцій/с; при додаванні і відніманні — 20000 операцій/с; при множенні і діленні — 4000 операцій/с.
- Середня швидкодія 10000 операцій / с.
- Система команд: 88 команд
- Пристрої введення: з телеграфної перфострічки (17,5 мм) зі швидкістю 45 чисел/с, з клавіатури телеграфного апарату і з ліній зв'язку
- Типи елементів, що використовуються в машині: імпульсно-потенційні[що це?]
- Займана площа: 35-40 кв. метрів
- Споживана потужність: 4 кВт

## Творці керуючої машини широкого призначення Дніпро (КМШП)

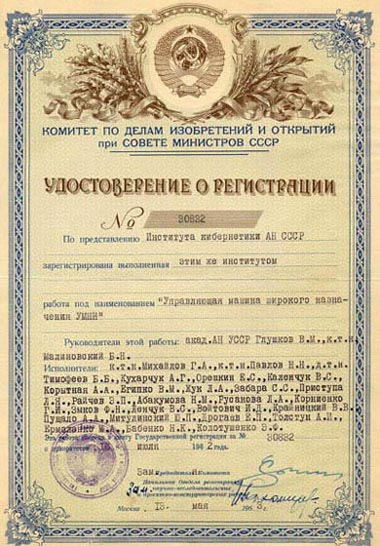

Керівники роботи:
- Глушков Віктор Михайлович
- Малиновський Борис Миколайович

Виконавці: Г. А. Михайлов, Н. Н. Павлов, Б. Б. Тімофеев, А. Г. Кухарчук, Е. С. Орешкін, В. С. Каленчук, Л. А. Коритная, В. М. Єгипко, Л. А. Жук, С. С. Забара, Л. Я. Приступа, Е. П. Райчев, Н. М. Абакумова, Л. А. Русанова, Г.I.Корнієнко, Ф. Н. Зиков, В. С. Ленчук, I.Д.Войтович, В. В. Крайніцкій, А. А. Пущало, Ю. П. Мітулінскій, Е. П. Драгаєв, А. І. Толстун, М. А. Єрмоленко, Н. К. Бабенко, Е. Ф. Колотущенко